# Resolução 14 do Conselho de Segurança das Nações Unidas
Resolução 14 do Conselho de Segurança das Nações Unidas, aprovada em 16 de dezembro de 1946, alterou as regras do procedimento para que os termos da presidência rotativa do Conselho corresponderiam com o ano civil. Além disso, os mandatos dos membros eleitos do Conselho de Segurança foram decididos para começar em 1 de janeiro e terminar em 31 de dezembro.
A resolução foi aprovada com 9 votos, com as abstenções da União Soviética e Estados Unidos.